# Quingnam
El quingnam era una llengua precolombina parlada pels chimú, que vivien als antics territoris dels mochicas: una zona al nord de la vall del riu Chicama Chao. En plena conquesta del territori dels chimú (el regne de Chimor), la llengua es parlava extensament des del riu Jequetepeque al nord fins al Carabayllo (prop de l'actual Lima) al sud.
Els pescadors de la costa del Chimú parlaven una llengua anomenada lengua pescadora ("llengua de pescador") pels missioners espanyols, i desambiguada pels lingüistes com a yunga pescadora; podria ser la mateixa llengua quingnam. Una carta trobada durant les excavacions a Magdalena de Cao Viejo, al complex arqueològic El Brujo, inclou una llista de xifres decimals que poden ser quingnam o pescadora, però se sap que no és mochica.
La llengua quingnam es va extingir poc després de l'arribada dels conquistadors. La principal ciutat del territori del poble chimú, Chan Chan, es trobava a les rodalies de la nova ciutat hispanoparlant de Trujillo i va quedar absorbida per ella, amb gent que necessitava fer servir la llengua dels conqueridors per al comerç i la supervivència.

## Possibles números
A continuació es mostren els números d’un manuscrit de principis del segle XVII trobat a Magdalena de Cao. Tot i que el manuscrit no indica a quin idioma pertanyen els números, se suposa que el quingnam és el candidat més probable, d'acord amb la ubicació i altres pistes:
| Números | Forma                  |
| ------- | ---------------------- |
| ‘1’     | chari                  |
| ‘2’     | marian                 |
| ‘3’     | apar                   |
| ‘4’     | tau                    |
| ‘5’     | himic (?)              |
| ‘6’     | sut (?)                |
| ‘7’     | canchen                |
| ‘8’     | mata                   |
| ‘9’     | yucan                  |
| ‘10’    | bencor                 |
| ‘21’    | maribencor chari tayac |
| ‘30’    | apar bencor            |
| ‘100’   | chari pachac           |
| ‘200’   | mari pachac            |

Els números tau (4), sut (6), canchen (7) i pachac (100) són préstecs d'una varietat de quítxua II.